# Отразяваща мъглявина
Отразяваща мъглявина е облак от космически прах, който може да отразява светлината на близка звезда. Енергията от близката една или повече звезди е недостатъчна за да се йонизира газа в мъглявината и да се образува емисионна мъглявина, но е достатъчна за да се постигне значително разсейване и прахът да стане видим. Следователно, честотният спектър на отразяващите мъглявини е подобен на този на осветяващите ги звезди. Сред микроскопичните частици, отговорни за разсейването, са въглеродните съединения и съединения на други елементи като желязо и никел. Последните две често са ориентирани по посока на галактическото магнитно поле и карат разсейваната светлина да е леко поляризирана.

## Изследване
Анализирайки спектъра на мъглявината, свързана със звездата Меропа от Плеядите, Весто Слайфър прави заключение през 1912 г., че източникът на светлината ѝ най-вероятно е самата звезда и че мъглявината всъщност отразява светлината на звездата (плюс тази на Алкиона). Изчисленията на Ейнар Херцшпрунг през 1913 г. подкрепят тази хипотеза. Едуин Хъбъл допълнително разграничава емисионните и отразяващите мъглявини през 1922 г.
Отразяващите мъглявини обикновено са сини, тъй като разсейването е най-ефективно за синята светлина, отколкото за червената (това е същият процес на разсейване, който придава син цвят на земното небе). Отразяващите и емисионните мъглявини често се срещат заедно.
Намерени са около 500 отразяващи мъглявини. Сред най-известните са тези около звездите в Плеядите. Червеният гигант Антарес е заобиколен от голяма червена отразяваща мъглявина.
Отразяващите мъглявини могат да имат подходящи условия за звездообразуване.